# Чемпионат Бахрейна по снукеру
Чемпионат Бахрейна — профессиональный рейтинговый турнир по снукеру, пришедший на замену проводившемуся с 1988 по 1994 года рейтинговому турниру Dubai Classic. Прошёл только один раз — в сезоне 2008/09. О его возобновлении пока ничего неизвестно.

## Место проведения
Матчи проводятся в Международном выставочном центре Бахрейна в Манаме.

## Призовые
Призовые в 2008 году составили GB£ 250 000. Победитель получает £ 48 000, финалист — £ 22 500. Приз за максимальный брейк составит £ 20 000, за высший — £ 2000.

## Формат
Матчи в основной сетке турнира проводятся по системе на выбывание. В основную сетку выходят 16 отквалифицировавшихся игроков (в их числе победители уайлд-кард раунда) и 16 игроков из Top-16.
- 1/16 финала — 1/4 финала: Матчи до 5 побед
- 1/2 финала: Матчи до 6 побед
- Финал: Матч до 9 побед

## Победители
| Год  | Победитель    | Финалист       | Счёт | Сезон     |
| ---- | ------------- | -------------- | ---- | --------- |
| 2008 | Нил Робертсон | Мэттью Стивенс | 9:7  | 2008/2009 |

## Высший брейк
- 147 (Маркус Кэмпбелл, уайлд-кард раунд)